# Lee Tadanari
Lee Tadanari (李 忠成 (Lý Trung Thành) Ri Tadanari, tên tiếng Hàn: Lee Chung Sung - 이충성) là cầu thủ bóng đá người Nhật Bản gốc Hàn Quốc, hiện tại anh đang chơi bóng tại giải VĐQG Nhật Bản trong màu áo Câu lạc bộ Kyoto Sanga. Anh là người ghi bàn duy nhất trong trận chung kết Asian Cup 2011, giúp Nhật Bản giành chức vô địch.

## Thống kê sự nghiệp

### Bàn thắng quốc tế
| #  | Ngày                | Địa điểm                                  | Đối thủ  | Bàn thắng | Kết quả | Giải đấu           |
| -- | ------------------- | ----------------------------------------- | -------- | --------- | ------- | ------------------ |
| 1. | 29 tháng 1 năm 2011 | Sân vận động Quốc tế Khalifa, Doha, Qatar | Úc       | 0–1       | 0–1     | AFC Asian Cup 2011 |
| 2. | 7 tháng 10 năm 2011 | Sân vận động Kobe Wing, Kobe, Nhật Bản    | Việt Nam | 1–0       | 1–0     | Giao hữu           |